# Chitbara Gaon
Chitbara Gaon é uma cidade e uma nagar panchayat no distrito de Ballia, no estado indiano de Uttar Pradesh.

## Demografia
Segundo o censo de 2001, Chitbara Gaon tinha uma população de 20,211 habitantes. Os indivíduos do sexo masculino constituem 52% da população e os do sexo feminino 48%. Chitbara Gaon tem uma taxa de literacia de 53%, inferior à média nacional de 59.5%; a literacia no sexo masculino é de 64% e no sexo feminino é de 42%. 18% da população está abaixo dos 6 anos de idade.